# Ведьмы (серия комиксов)
«Ведьмы» (англ. Wytches) — серия комиксов, состоящая из 6 выпусков, которую в 2014—2015 годах издавала компания Image Comics.

## Синопсис
Серия повествует о семье Рук, в частности о Сейлор. Семья переехала в город Личфилд после инцидента с Сейлор и школьной хулиганкой Энни. На Сейлор напали, а после Энни пропала без вести. Пошли слухи о том, что Сейлор убила её. Из-за этого глава семейства Чарли и его жена Люси решают переехать в соседний город в надежде начать всё сначала. Однако это не помогает, и Сейлор всё ещё чувствует себя изгоем среди новых одноклассников.

## История создания
Снайдер придумал идею «Ведьм» после того, как вспомнил, что в детстве он и его друг сочиняли истории о семье сатанистов, живущих в соседнем лесу Пенсильвании, которые постоянно пытались поймать двух мальчиков.

### Выпуски
| № | Дата выхода     | Оценка на Comic Book Roundup    |
| - | --------------- | ------------------------------- |
| 1 | 8 октября 2014  | 8,9 из 10 на основе 47 рецензий |
| 2 | 12 ноября 2014  | 8,8 из 10 на основе 26 рецензий |
| 3 | 17 декабря 2014 | 8,2 из 10 на основе 17 рецензий |
| 4 | 4 февраля 2015  | 8,6 из 10 на основе 20 рецензий |
| 5 | 25 марта 2015   | 8,7 из 10 на основе 15 рецензий |
| 6 | 20 мая 2015     | 9,2 из 10 на основе 14 рецензий |

### Ваншоты
| Название                           | Дата выхода     | Оценка на Comic Book Roundup    |
| ---------------------------------- | --------------- | ------------------------------- |
| Wytches: Bad Egg Halloween Special | 31 октября 2018 | 9,4 из 10 на основе 16 рецензий |

### Сборники
| Название        | Тип            | Дата выхода  | Собранный материал | Кол-во страниц | ISBN           |
| --------------- | -------------- | ------------ | ------------------ | -------------- | -------------- |
| Wytches, Vol. 1 | Мягкая обложка | 24 июня 2015 | Wytches #1-6       | 144            | 978-1632153807 |

### Другое
| Название                                             | Дата выхода     |
| ---------------------------------------------------- | --------------- |
| Wytches Free Preview                                 | 27 августа 2014 |
| Image Giant-Sized Artist’s Proof Edition: Wytches #1 | 30 декабря 2015 |

## Реакция

### Отзывы критиков
На сайте Comic Book Roundup серия имеет оценку 8,7 из 10 на основе 139 рецензий. Джефф Лейк из IGN дал первому выпуску 8 баллов с половиной из 10 и посчитал, что он «стал отличным дебютом благодаря артистическому дуэту Скотта Снайдера и Джока». Миган Дамор из Comic Book Resources писала, что тон комикса, вышедшего в октябре к Хэллоуину, подходит для сезона. Рецензенты из Newsarama ставили первому выпуску в основном высокие оценки. Стивен Майкл Скотт из PopMatters присвоил дебюту 8 баллов из 10 и отмечал, что комикс начинается с кошмарной сцены, задающей тон серии. Чейз Магнетт из ComicBook.com дал первому выпуску оценку «A» и посоветовал читателям «включить свет, запереть двери и не выглядывать наружу» после прочтения. Тони Герреро из Comic Vine вручил дебюту 5 звёзд из 5 и назвал «отличным первым выпуском, который знакомит нас с новыми персонажами и чётко определяет, какие ужасы мы можем ожидать увидеть».

### Продажи
Ниже представлен график продаж выпусков комикса за первый месяц выхода на территории Северной Америки.

## Адаптации
Вскоре после выхода первого выпуска Plan B Entertainment объявила о приобретении прав на экранизацию комикса с намерением превратить его в полнометражный фильм. Снайдер и Джок были назначены исполнительными продюсерами вместе с Брэдом Питтом, Деде Гарднер и Джереми Клейнером.
6 апреля 2021 года Снайдер объявил, что компания сейчас работает над телесериалом с Amazon Prime Video. Снайдер написал сценарий к первому эпизоду, а Джок отвечает за раскадровку.